# 第二五四海軍航空隊
第二五四海軍航空隊（だい254かいぐんこうくうたい）は、日本海軍の部隊の一つ。華南防衛の主力戦闘機隊、南シナ海シーレーン護衛隊として、太平洋戦争終盤に最前線で護衛・迎撃・偵察行動に従事した。二五四空。
なお、本稿では、二五四空が進駐した海南島に設置されていた練習航空隊の「海口海軍航空隊」・「三亜海軍航空隊」・「黄流海軍航空隊」も併せて述べる。

## 沿革
太平洋戦争開戦に備え、海軍は中国大陸に展開していた航空隊を南方戦線に振り向けたため、大陸全土の制空は陸軍飛行隊が担ってきた。海南島には海軍の3個練習航空隊のみが残された。しかし成都をはじめとする連合軍の基地を制圧するには至らず、敵戦力が増強されるにつれ、地上基地や航路への攻撃が増加した。そこで、戦闘機・攻撃機からなる対空・対潜航空隊として二五四空が急遽編制された。
- 昭和18年（1943年）

10月1日　大村}飛行場で開隊（戦闘機24・攻撃機4）。海口に進出し海南警備府隷下に入る。
10月15日　香港防空のため戦闘機12進出。
　　　　　　　　　以後、海口を拠点に船団護衛に従事。香港派遣隊は防空に従事。
- 昭和19年（1944年）

1月1日　第二遣支艦隊附属に転籍。
1月14日　香港派遣隊に6機追加。
2月11日　香港に敵機襲来。ミッチェル2・ウォーホーク3撃墜。2機喪失。
4月5日　三亜海軍航空隊・海口海軍航空隊の実施部隊と連合で開寧を強襲。
6月20日　北海付近の敵潜水艦基地を探索。誤報のため発見不可。
6月29日　福寧付近の敵潜水艦基地を探索。誤報のため発見不可。
7月29日　海南島に敵機襲来。18機で迎撃。9機撃墜・3機喪失。
10月13日　捷一号作戦のため20機をフィリピンに派遣。第二〇一海軍航空隊と合同。
11月12日　フィリピン派遣隊に原隊復帰命令。特攻作戦従事者を残し海口に帰還。
12月7日　フィリピンに残存した特攻要員が出動、1機突入。
- 昭和20年（1945年）

1月1日　解隊、第九〇一海軍航空隊に編入。
その後の華南防空と南シナ海船団護衛の任務は九〇一空に継承され、1945年（昭和20年）4月に上海へ撤退するまで海口を拠点として従事した。1945年1月中旬には、仏印沖および海南島近海に敵機動部隊が接近し、大規模な空襲を敢行したため、連日空戦に従事した。

## 主力機種
- 零式艦上戦闘機
- 九七式艦上攻撃機
- 天山

## 歴代司令
- 堀九郎 大佐：昭和18年10月1日 - 昭和20年1月1日解隊 ※三亜空司令を兼任。

## 海口海軍航空隊
海口海軍航空隊（かいこうかいぐんこうくうたい）は、海南島海口に設置した実用機教育隊。艦上戦闘機・艦上爆撃機の慣熟練習に従事した。一方、海南島から台湾海峡にかけての対潜哨戒・船団護衛にも従事した。昭和19年3月には、同じく教育隊の三亜空とともに教官を防空要員に選抜し、二五四空の補完要員として防空任務を担った。
- 昭和18年（1943年）

10月1日　開隊。海南警備府隷下。飛行練習生32-34期の教育訓練に従事。
- 昭和19年（1944年）

3月4日　海南島に敵機襲来。空中戦で2機喪失、地上撃破多数。
3月14日　海南島に敵機襲来。戦果・被害不明。
4月5日　南寧攻撃に12機参加。
4月7日　海南島に敵機襲来。5機喪失。
5月1日　解隊。

### 主力機種
- 零式艦上戦闘機
- 九九式艦上爆撃機

### 歴代司令
- 青木泰二郎 大佐：昭和18年10月1日 - 昭和19年5月1日解隊

## 三亜海軍航空隊
三亜海軍航空隊（さんあかいぐんこうくうたい）は、海南島三亜に設置した実用機教育隊。艦上戦闘機の慣熟練習に従事した。一方、海南島から香港にかけての対潜哨戒・船団護衛にも従事した。昭和19年3月には、同じく教育隊の海口空とともに教官を防空要員に選抜し、二五四空の補完要員として防空任務を担った。
- 昭和18年（1943年）

10月1日　開隊。海南警備府隷下。飛行練習生32-34期の教育訓練に従事。
- 昭和19年（1944年）

4月5日　南寧攻撃に12機参加。
4月8日　海南島に敵機襲来。戦果・被害不明。
4月9日　海南島に敵機襲来。戦果・被害不明。
6月1日　解隊。

### 主力機種
- 零式艦上戦闘機

### 歴代司令
- 堀九郎 大佐：昭和18年10月1日 - 昭和19年5月1日解隊

## 黄流海軍航空隊
黄流海軍航空隊（おうりゅうかいぐんこうくうたい）は、海南島黄流に設置した初歩練習教育隊。予科練卒業生の初歩機上練習に従事した。したがって戦局には関与していない。
- 昭和18年（1943年）4月1日　開隊。第十四連合航空隊隷下。
- 昭和19年（1944年）5月1日　解隊。

### 主力機種
- 九三式中間練習機・九〇式機上作業練習機など各種練習機。

### 歴代司令
- （昭和18年4月1日 - ）
- 青木節二：昭和18年10月1日 - 昭和19年5月1日解隊